# Comtat de Châteaudun
El comtat de Châteaudun fou una juridiscció feudal de França centrada a Châteaudun (castell de Dun) al sud-oest de París a la regió actual del Centre. El territori s'anomenava Dunois pel castell de Dun.
Els primers senyors o vescomtes apareixen en temps dels carolingis; vers 840 Eudes II de Troyes (germà del robertí Robert Porte-Carquoisque que fou comte de Troyes i va morir el 886) tenia moltes possessions al Dunois i el castell de Dun (després Châteaudun) i era anomenat erròniament comte de Châteaudun. Vers el 860 s'esmenta un Rampo com a senyor del castell. El 877 apareix com a senyor del Dunois un noble anomenat Lambert. El 956 Tibald I comte de Blois, anomenat el Trampós, probablement un rorgònida, va ocupar Chartres i Châteaudun, amb el suport del rei Lotari de França, que volia afeblir a Hug Capet, llavors duc de França. Tibald va considerar el país de Dun com a comtat i va deixar a Châteaudun vescomtes sota la seva autoritat. Sorgí llavors el vescomtat de Châteaudun com una de les jurisdiccions senyorials del país (nominal comtat) de Châteaudun o Dunois, feudataris dels comtes de Blois. La jurisdicció del comtat era tot el país de Dunois, però els béns comtals al territori eren reduïts i la major part del país estava infeudat a diversos senyors, dels quals els vescomtes foren els primers en rang.
Els comtats de Blois, Chartres i Châteaudun van passar a la casa de Châtillon que els va posseir fins al 1391 quan Guiu de Châtillon va vendre els seus béns a Lluís I d'Orleans. A la mateixa època el darrer vescomte va vendre també el domini vescomtal a Lluís I d'Orleans. Amb els dominis adquirits es va formar el comtat de Dunois.